# Вальрам (граф Юлиха)
Вальрам (фр. Walram de Juliers, нем. Walram von Jülich; 1240/1245 — 20 августа 1297, в битве при Фурне) — граф Юлиха с 1278 года. Второй сын Вильгельма IV и Рихардис Гельдернской.
Вступил на престол после убийства в Ахене отца и старшего брата.
Враждовал с кёльнским архиепископом Зигфридом фон Вестербургом. В войне за Лимбургское наследство поддерживал брабантского герцога Жана I и в 1288 году в битве при Воррингене взял в плен своего врага — архиепископа. В результате получил во владение Цюльпих.
Воевал с французским королём на стороне фландрского графа Ги де Дампьера и 20 августа 1297 года убит в битве при Фюрне (где был одним из командующих фландрскими войсками).
Ему наследовал младший брат Герхард.

## Семья
В 1296 году Вальрам взял в жёны Марию де Брабант-Аршот (ок. 1278 — 25 февраля 1332), дочь Годфруа д’Аршот и Жанны Фирзон. Сын:
- Вильгельм (1297/98 — 31 октября 1311)